# Суглан
Суглан (від бур. суглаан — «збори», евенк. суглан) — народні збори у бурятів, евенків, тофаларів та деяких інших народів Східного Сибіру.
До 1920-х — 1930-х років на сугланах вирішувалися господарські та адміністративні питання роду чи племені. Проведення сугланів супроводжувалося святковими заходами та релігійними церемоніями.
Після переходу адміністративних функцій до радянських органів влади і до цього часу суглани мають характер національно-культурних заходів.
З 1994 по 2006 рік Сугланом іменувалися Законодавчі збори Евенкійського автономного округу.
Из «Очерка деятельности Охотско-Камчатской горной экспедиции»:
Шаблон:Цітата